# Siphona rubrapex
Siphona rubrapex är en tvåvingeart som beskrevs av Louis-Paul Mesnil 1977. Siphona rubrapex ingår i släktet Siphona och familjen parasitflugor.
Artens utbredningsområde är Madagaskar. Inga underarter finns listade i Catalogue of Life.